# Eoparafusulina
Eoparafusulina es un género de foraminífero bentónico de la subfamilia Schwagerininae, de la familia Schwagerinidae, de la superfamilia Fusulinoidea, del suborden Fusulinina y del orden Fusulinida. Su especie tipo es Fusulina gracilis. Su rango cronoestratigráfico abarca el Lopingiense (Pérmico superior).

## Discusión
Clasificaciones más recientes incluyen Eoparafusulina en la superfamilia Schwagerinoidea, y en la subclase Fusulinana de la clase Fusulinata. Algunas clasificaciones han incluido Chalaroschwagerina en la subfamilia Pseudofusulininae.

## Clasificación
Se han descrito numerosas especies de Eoparafusulina. Entre las especies más interesantes o más conocidas destacan:
- Eoparafusulina cylindrica †
- Eoparafusulina gracilis †
- Eoparafusulina ovata †

Un listado completo de las especies descritas en el género Eoparafusulina puede verse en el siguiente anexo.
En Eoparafusulina se ha considerado el siguiente subgénero:
- Eoparafusulina (Mccloudia), también considerado como género Mccloudia